# V/H/S/94
V/H/S/94 амерички је антологијски хорор филм из 2021. године, рађен техником пронађеног снимка, од креатора Бреда Миске и Дејвида Брукнера у продукцији куће Bloody Disgusting. Представља четврто остварење у серијалу V/H/S и преднаставак филма V/H/S: Вирално (2014). Овим делом серијал је враћен на концепт који је коришћен у прва два филма. Састоји се из пет сегмената које су режирали Џенифер Ридер, Клои Окуно, Сајмон Барет, Тимо Тјахјанто и Рајан Проус.
Централни сегмент носи наслов Свети пакао и прати групу специјалаца који истражују мистериозне VHS траке злокобног култа. У оквиру централног сегмента приказана су преостала четири: Олуја у одводу, Празно бдење, Субјекат и Терор. Према речима редитеља Џенифер Ридер и Тимоа Тјахјанта, као инспирација за филм послужио је култни класик Дејвида Кроненбера, Видеодром (1983), док је Сајмону Барету за његов део послужио Виј (1967).
Филм је премијерно приказан 26. септембра 2021, на Фантастик фесту, да би након тога био дистрибуиран на стриминг сервису Shudder, од 6. октобра 2021. Добио је изненађујуће високе оцене критичара, који су га на сајту Ротен томејтоуз оценили са 90%, док му је публика дала 46%.

## Радња
Тим специјалаца истражује мистериозне VHS траке у напуштеном складишту и открива жртве ритуала злокобног култа, који снимљени материјал користи за своју застрашујућу заверу. Свакој жртви недостају очи, а испред њих се налази ТВ који емитује бели шум...

## Улоге
| Глумац             | Улога          |
| ------------------ | -------------- |
| Кими Чои           | Петро          |
| Николет Пирс       | Неш            |
| Томас Мичел        | Спрејбери      |
| Ана Хопкинс        | Холи Марсијано |
| Кристијан Потенца  | камерман Џеф   |
| Брајан Пол         | Пастор         |
| Џина Филипс        | Камиј          |
| Конор Свини        | самог себе     |
| Кајл Леџенд        | Хејли          |
| Дејвид Рил         | Тим            |
| Шања Сри Махарани  | Ес Еј          |
| Дони Аламсјах      | капетан Хасан  |
| Кристијан Лојд     | Грег           |
| Томас Мичел Барнет | камерман Боб   |
| Буди Рос           | „Творац”       |